# 424 – Mozdonyopera
424 – Mozdonyopera (424 - Lokomotivna opera) je LGT-ov album koji se pojavio 1997., nakon 13-godišnje šutnje. Poslije njihovog posljednjeg prethodnog LP-a, nazvanog Ellenfél nélkül, koji je izašao 1984. grupa je još neko vrijeme održavala koncerte, a početkom 1990-ih godina pojavilo se više kompilacija i drugih CD-a, no novih albuma do ovoga nije bilo.
Nastanak albuma može se zahvaliti slučajnosti. Stari prijatelj grupe, redatelj Pál Sándor pripremao je film o LGT-u, pod nazivom Volt 1x1 zenekar (Bio jednom jedan bend), i tijekom priprema za snimanje potražio članove koji su ušli u studio i od radosti zajedničke svirke počeli pisati nove skladbe. Njih je međutim bilo previše za program filma. To je, uz podršku Postabanka, Radija Juventus i Rolanda, omogućilo nastanak nove ploče, koja je u odnosu na dotadašnje bila ponešto melankoličnija, „odraslija”. Pripreme su u najvećoj tajnosti obavljene u Mađarskoj, u studijima Electromantic i YelloW, CD-ovi su snimani u inozemstvu (mastering u Abbey Roadu).
I sama objava ploče izvedena je na iznenađujuć način: 24. listopada u 23 sata puštena je na tržište u metalnim kutijama.

## Pjesme na albumu
1. Mozdonyrádió (Lokomotivni radio) (Gábor Presser – Dusán Sztevanovity) – 4:45
2. Az Ígéret földje (Zemlja obećanja) (Gábor Presser – Dusán Sztevanovity) – 6:13
3. Hagyd a könnyeket (Ostavi se suza) (Gábor Presser – Dusán Sztevanovity) – 6:30
4. A füst meg a szél (Dim i vjetar) (Gábor Presser – Dusán Sztevanovity) – 5:05
5. 424-es csatahajó (Bojni brod 424) (Gábor Presser – Dusán Sztevanovity) – 5:30
6. Hórukk! (Ho-ruk!) (Tamás Somló – Dusán Sztevanovity) – 6:47
7. Amerika (Gábor Presser – Dusán Sztevanovity) – 3:46
8. Itt a tigris! (Evo tigra!) (János Karácsony – Dusán Sztevanovity) – 5:25
9. Bízd ránk! (Vjeruj u nas!) (Gábor Presser – Dusán Sztevanovity) – 6:21
10. Mért ne játszhatnánk el jól? (Zašto ne bismo dobro odsvirali?) (Gábor Presser – Dusán Sztevanovity) – 4:43

## Suradnici
- János Karácsony – gitara, vokal
- Gábor Presser – klavir, Hammond orgulje, klavijature, ozvučenje, vokal
- János Solti – bubnjevi, udaraljke
- Tamás Somló – saksofon, flauta, Hohner chromonica, vokal, bas-gitara
- Dusán Sztevanovity – tekstovi pjesama

### Produkcija
- Gábor Závodi – ton-majstor, glazbeni urednik, sintetizator
- Ottó Kaiser – fotografije
- Mihály Erdélyi – grafika

## Vanjske poveznice
- Informacije na službenoj stranici LGT-a  Arhivirana inačica izvorne stranice od 16. lipnja 2007. (Wayback Machine) - na mađarskom